# Still Alive
"Still Alive" là một bài hát đặc trưng trong video game Portal. Bài hát này được sáng tác bởi Jonathan Coulton và được thể hiện bởi nhân vật GLaDOS (lồng tiếng bởi Ellen McLain) trong Portal. Bài hát bắt nguồn  từ một buổi gặp mặt giữa hai nhà phát triền Valve và Coulton về việc viết một bài hát cho công ty, và Coulton đã chấp nhận vì ông là một fan của series Half-Life. Đây là bài hát chủ đề kết, và được phát sau khi GLaDOS bị đánh bại bởi Chell (nhân vật chính), và lời bài hát cho thấy rằng cô ấy (GLaDOS) vẫn còn sống. Bài hát nhận được sự khen ngợi đáng kể cho tính hài hước và phong cách thể hiện của mình. Nó cũng được biểu diễn ở nhiều nơi, bao gồm tại Press Start -Symphony of Games- 2009, một sự kiện thường niên của Nhật Bản để giới thiệu các tác phẩm âm nhạc trong video game. Đây cũng là một bài hát tải về miễn phí của series Rock Band, phát hành vào ngày 1 tháng 4, 2008. Một phiên bản tái ghi âm, với Sara Quin hát chính, xuất hiện trong album 2011 của Coulton Artificial Heart. Phần tiếp theo của Portal, Portal 2, cũng được kết thúc bằng một bài hát khác được viết bởi Coulton và trình bày bởi McLain, tên là "Want You Gone".